# Campeonato Mundial de Voleibol Masculino Sub-23 de 2013
O Campeonato Mundial de Voleibol Masculino Sub-23 de 2013 foi realizado em Uberlândia, Brasil, por sete dias, de 6 a 13 de Outubro de 2013. Esta foi a primeira edição do torneio.

## Fórmula
O formato da competição: 12 equipes divididas em dois grupos de seis equipes que jogam em formato round robin. As semifinais contará com as duas melhores equipes de cada grupo. Campeonato Mundial de Voleibol Masculino Sub-23 contará com dois países por confederação mais o país sede (Brasil) e a seleção mais bem colocada no ranking mundial não já selecionado pela sua confederação, neste caso a Rússia.

### Equipes qualificadas
Cada confederação foi autorizada a entrar com duas equipes para a competição, os critérios de qualificação foi deixado a critério de cada confederação continental.
| Confederaçã | Método de Qualificação            | Vagas | Qualificada                   |
| ----------- | --------------------------------- | ----- | ----------------------------- |
|             | Sede                              | 1     | Brasil                        |
| CSV         | Copa Pan-Americana Sub-23 de 2012 | 2     | Argentina · Venezuela         |
| NORCECA     | Copa Pan-Americana Sub-23 de 2012 | 2     | México · República Dominicana |
| CEV         | Ranking FIVB Júnior e Juvenil     | 2     | Sérvia · Bulgária             |
| AVC         | Ranking FIVB Sênior               | 2     | Austrália · Irã               |
| CAVB        | Ranking FIVB Sênior               | 2     | Egito · Tunísia               |
|             | Melhor ranking                    | 1     | Rússia                        |

### Composição dos grupos
Equipes foram semeados de acordo com o seu ranking mundial sênior a partir de julho de 2013.
| Grupo A              | Grupo B   |
| -------------------- | --------- |
| Brasil               | Rússia    |
| Argentina            | Sérvia    |
| Bulgária             | Austrália |
| Egito                | Irã       |
| Tunísia              | Venezuela |
| República Dominicana | México    |

## Sede
| Uberlândia, Brasil               |
| -------------------------------- |
| Ginásio Municipal Tancredo Neves |
| Capacidade: 12,000               |
|                                  |

A competição será realizada em uma das arenas mais modernas do Brasil, a Arena Presidente Tancredo Neves, mais conhecido como "Sabiazinho". Ele já recebeu muitas competições nacionais e internacionais de voleibol, incluindo a Liga Mundial em 2010.
Uberlândia está localizado na parte oeste do estado de Minas Gerais, na região denominada Triângulo Mineiro, uma das mais ricas regiões agrícolas do Brasil.

## Round preliminar
- Todos os horários são pelo Horário de Brasília (UTC-03:00).

|  | Qualificado para as semifinais |
|  | Qualificado para 5º-8º lugares |

### Grupo A
|     |                      |     | Jogos | Jogos | Jogos | Sets | Sets | Sets  | Pontos | Pontos | Pontos |
| Pos | Equipe               | Pts | T     | V     | D     | V    | P    | R     | V      | P      | R      |
| --- | -------------------- | --- | ----- | ----- | ----- | ---- | ---- | ----- | ------ | ------ | ------ |
| 1   | Brasil               | 14  | 5     | 5     | 0     | 15   | 2    | 7.500 | 349    | 262    | 1.332  |
| 2   | Bulgária             | 12  | 5     | 4     | 1     | 12   | 4    | 3,000 | 329    | 271    | 1.214  |
| 3   | Argentina            | 9   | 5     | 3     | 2     | 12   | 8    | 1.500 | 387    | 366    | 1.057  |
| 4   | Tunísia              | 6   | 5     | 2     | 3     | 8    | 11   | 0.727 | 349    | 353    | 0.989  |
| 5   | Egito                | 4   | 5     | 1     | 4     | 5    | 12   | 0.417 | 275    | 326    | 0.844  |
| 6   | República Dominicana | 0   | 5     | 0     | 5     | 0    | 15   | 0,000 | 213    | 324    | 0.657  |

| Data   | Hora  |                      | Placar |                      | Set 1 | Set 2 | Set 3 | Set 4 | Set 5 | Total | Relatório |
| ------ | ----- | -------------------- | ------ | -------------------- | ----- | ----- | ----- | ----- | ----- | ----- | --------- |
| 06 Out | 16:30 | Argentina            | 3–2    | Tunísia              | 21–14 | 21–18 | 13–21 | 19–21 | 16–14 | 90–88 | P2 P3     |
| 06 Out | 19:00 | Brasil               | 3–0    | República Dominicana | 21–12 | 21–6  | 21–10 |       |       | 63–28 | P2 P3     |
| 06 Out | 21:30 | Bulgária             | 3–0    | Egito                | 21–17 | 21–17 | 21–12 |       |       | 63–46 | P2 P3     |
| 07 Out | 16:30 | Bulgária             | 3–0    | República Dominicana | 21–13 | 21–11 | 21–14 |       |       | 63–38 | P2 P3     |
| 07 Out | 19:00 | Brasil               | 3–2    | Argentina            | 19–21 | 16–21 | 22–20 | 21–17 | 19–17 | 97–96 | P2 P3     |
| 07 Out | 21:45 | Egito                | 2–3    | Tunísia              | 19–21 | 17–21 | 21–18 | 21–19 | 7–15  | 85–94 | P2 P3     |
| 08 Out | 16:30 | Tunísia              | 0–3    | Bulgária             | 28–30 | 18–21 | 12–21 |       |       | 58–72 | P2 P3     |
| 08 Out | 19:00 | Brasil               | 3–0    | Egito                | 21–9  | 21–15 | 21–16 |       |       | 63–40 | P2 P3     |
| 08 Out | 21:30 | República Dominicana | 0–3    | Argentina            | 14–21 | 25–27 | 22–24 |       |       | 61–72 | P2 P3     |
| 09 Out | 16:30 | Egito                | 0–3    | Argentina            | 18–21 | 10–21 | 13–21 |       |       | 41–63 | P2 P3     |
| 09 Out | 19:00 | Brasil               | 3–0    | Bulgária             | 21–19 | 21–14 | 21–19 |       |       | 63–52 | P2 P3     |
| 09 Out | 21:30 | Tunísia              | 3–0    | República Dominicana | 21–12 | 21–16 | 21–15 |       |       | 63–43 | P2 P3     |
| 11 Out | 16:30 | Argentina            | 1–3    | Bulgária             | 16–21 | 21–16 | 14–21 | 15–21 |       | 66–79 | P2 P3     |
| 11 Out | 19:00 | Brasil               | 3–0    | Tunísia              | 21–18 | 21–17 | 21–11 |       |       | 63–46 | P2 P3     |
| 11 Out | 21:30 | República Dominicana | 0–3    | Egito                | 13–21 | 16–21 | 14–21 |       |       | 43–63 | P2 P3     |

### Grupo B
|     |           |     | Jogos | Jogos | Jogos | Sets | Sets | Sets   | Pontos | Pontos | Pontos |
| Pos | Equipe    | Pts | T     | V     | D     | V    | P    | R      | V      | P      | R      |
| --- | --------- | --- | ----- | ----- | ----- | ---- | ---- | ------ | ------ | ------ | ------ |
| 1   | Sérvia    | 15  | 5     | 5     | 0     | 15   | 1    | 15,000 | 331    | 269    | 1.230  |
| 2   | Rússia    | 12  | 5     | 4     | 1     | 12   | 4    | 3,000  | 318    | 269    | 1.182  |
| 3   | Irã       | 9   | 5     | 3     | 2     | 10   | 6    | 1.667  | 304    | 259    | 1.174  |
| 4   | Venezuela | 6   | 5     | 2     | 3     | 7    | 11   | 0.636  | 341    | 347    | 0.983  |
| 5   | Austrália | 3   | 5     | 1     | 4     | 4    | 13   | 0.308  | 290    | 356    | 0.815  |
| 6   | México    | 0   | 5     | 0     | 5     | 2    | 15   | 0.133  | 265    | 349    | 0.759  |

| Data   | Hora  |           | Placar |           | Set 1 | Set 2 | Set 3 | Set 4 | Set 5 | Total | Relatório |
| ------ | ----- | --------- | ------ | --------- | ----- | ----- | ----- | ----- | ----- | ----- | --------- |
| 06 Out | 09:00 | Rússia    | 3–0    | México    | 21–11 | 21–14 | 21–13 |       |       | 63–38 | P2 P3     |
| 06 Out | 11:00 | Sérvia    | 3–1    | Venezuela | 15–21 | 21–18 | 21–19 | 21–14 |       | 78–72 | P2 P3     |
| 06 Out | 14:00 | Austrália | 0–3    | Irã       | 11–21 | 15–21 | 7–21  |       |       | 33–63 | P2 P3     |
| 07 Out | 09:00 | México    | 0–3    | Irã       | 12–21 | 10–21 | 14–21 |       |       | 36–63 | P2 P3     |
| 07 Out | 11:00 | Rússia    | 3–0    | Venezuela | 21–16 | 21–15 | 22–20 |       |       | 64–51 | P2 P3     |
| 07 Out | 14:00 | Sérvia    | 3–0    | Austrália | 21–18 | 22–20 | 21–14 |       |       | 64–52 | P2 P3     |
| 08 Out | 09:00 | Rússia    | 3–1    | Irã       | 22–20 | 15–21 | 21–17 | 21–12 |       | 79–70 | P2 P3     |
| 08 Out | 11:15 | Venezuela | 3–1    | Austrália | 21–15 | 21–13 | 28–30 | 21–19 |       | 91–77 | P2 P3     |
| 08 Out | 14:00 | México    | 0–3    | Sérvia    | 18–21 | 14–21 | 19–21 |       |       | 51–63 | P2 P3     |
| 09 Out | 09:00 | Rússia    | 3–0    | Austrália | 21–16 | 21–13 | 21–18 |       |       | 63–47 | P2 P3     |
| 09 Out | 11:00 | Irã       | 0–3    | Sérvia    | 13–21 | 13–21 | 19–21 |       |       | 45–63 | P2 P3     |
| 09 Out | 14:00 | Venezuela | 3–1    | México    | 21–17 | 21–12 | 16–21 | 21–15 |       | 79–65 | P2 P3     |
| 11 Out | 09:00 | Austrália | 3–1    | México    | 21–18 | 21–17 | 18–21 | 21–19 |       | 81–75 | P2 P3     |
| 11 Out | 11:14 | Irã       | 3–0    | Venezuela | 21–13 | 21–18 | 21–17 |       |       | 63–48 | P2 P3     |
| 11 Out | 14:00 | Rússia    | 0–3    | Sérvia    | 15–21 | 16–21 | 18–21 |       |       | 49–63 | P2 P3     |

## Rodada Final
- Todos os horários são pelo Horário de Brasília (UTC-03:00).

### Semifinais
|  | Semifinais    | Semifinais    |   |               | Final         | Final |  |
|  |               |               |   |               |               |       |  |
|  | 12 de Outubro |               |   |               |               |       |  |
|  | Brasil        | 3             |   |               |               |       |  |
|  | Rússia        | 0             |   |               |               |       |  |
|  |               |               |   |               |               |       |  |
|  |               |               |   |               | 13 de Outubro |       |  |
|  |               |               |   |               | Brasil        | 3     |  |
|  |               | Sérvia        | 2 |               |               |       |  |
|  |               |               |   |               |               |       |  |
|  |               |               |   |               |               |       |  |
|  |               |               |   |               | 3º lugar      |       |  |
|  | 12 de Outubro | 12 de Outubro |   | 13 de Outubro | 13 de Outubro |       |  |
|  | Sérvia        | 3             |   | Rússia        | 3             |       |  |
|  | Bulgária      | 0             |   |               | Bulgária      | 1     |  |

### 5º–8º lugares
|  | 5º-8º semifinais | 5º-8º semifinais |   |               | 5º lugar      | 5º lugar |  |
|  |                  |                  |   |               |               |          |  |
|  | 12 de Outubro    |                  |   |               |               |          |  |
|  | Argentina        | 0                |   |               |               |          |  |
|  | Venezuela        | 3                |   |               |               |          |  |
|  |                  |                  |   |               |               |          |  |
|  |                  |                  |   |               | 13 de Outubro |          |  |
|  |                  |                  |   |               | Venezuela     | 0        |  |
|  |                  | Irã              | 3 |               |               |          |  |
|  |                  |                  |   |               |               |          |  |
|  |                  |                  |   |               |               |          |  |
|  |                  |                  |   |               | 7º lugar      |          |  |
|  | 12 de Outubro    | 12 de Outubro    |   | 13 de Outubro | 13 de Outubro |          |  |
|  | Irã              | 3                |   | Argentina     | 3             |          |  |
|  | Tunísia          | 1                |   |               | Tunísia       | 0        |  |

### 5º–8º semifinais
| Data   | Hora  |           | Placar |           | Set 1 | Set 2 | Set 3 | Set 4 | Set 5 | Total | Relatório |
| ------ | ----- | --------- | ------ | --------- | ----- | ----- | ----- | ----- | ----- | ----- | --------- |
| 12 Out | 13:30 | Argentina | 0–3    | Venezuela | 18–21 | 14–21 | 14–21 |       |       | 46–63 | P2 P3     |
| 12 Out | 16:00 | Irã       | 3–1    | Tunísia   | 21–13 | 21–18 | 18–21 | 21–17 |       | 81–69 | P2 P3     |

### Semifinais
| Data   | Hora  |        | Placar |          | Set 1 | Set 2 | Set 3 | Set 4 | Set 5 | Total | Relatório |
| ------ | ----- | ------ | ------ | -------- | ----- | ----- | ----- | ----- | ----- | ----- | --------- |
| 12 Out | 18:30 | Brasil | 3–0    | Rússia   | 21–16 | 22–20 | 25–23 |       |       | 68–59 | P2 P3     |
| 12 Out | 21:00 | Sérvia | 3–0    | Bulgária | 21–13 | 21–18 | 21–10 |       |       | 63–41 | P2 P3     |

### 7º lugar
| Data   | Hora  |           | Placar |         | Set 1 | Set 2 | Set 3 | Set 4 | Set 5 | Total | Relatório |
| ------ | ----- | --------- | ------ | ------- | ----- | ----- | ----- | ----- | ----- | ----- | --------- |
| 13 Out | 10:00 | Argentina | 3–0    | Tunísia | 21–19 | 21–15 | 21–15 |       |       | 63–49 | P2 P3     |

### 5º lugar
| Data   | Hora  |           | Placar |     | Set 1 | Set 2 | Set 3 | Set 4 | Set 5 | Total | Relatório |
| ------ | ----- | --------- | ------ | --- | ----- | ----- | ----- | ----- | ----- | ----- | --------- |
| 13 Out | 12:30 | Venezuela | 0–3    | Irã | 14–21 | 21–23 | 17–21 |       |       | 52–65 | P2 P3     |

### 3º lugar
| Data   | Hora  |        | Placar |          | Set 1 | Set 2 | Set 3 | Set 4 | Set 5 | Total | Relatório |
| ------ | ----- | ------ | ------ | -------- | ----- | ----- | ----- | ----- | ----- | ----- | --------- |
| 13 Out | 15:00 | Rússia | 3–1    | Bulgária | 22–24 | 22–20 | 27–25 | 21–15 |       | 92–84 | P2 P3     |

### Final
| Data   | Hora  |        | Placar |        | Set 1 | Set 2 | Set 3 | Set 4 | Set 5 | Total | Relatório |
| ------ | ----- | ------ | ------ | ------ | ----- | ----- | ----- | ----- | ----- | ----- | --------- |
| 13 Out | 17:30 | Brasil | 3–2    | Sérvia | 29–27 | 15–21 | 21–17 | 19–21 | 15–13 | 99–99 | P2 P3     |

## Classificação final
| Posição | Time                 |
| ------- | -------------------- |
| Campeão | Brasil               |
| 2       | Sérvia               |
| 3       | Rússia               |
| 4       | Bulgária             |
| 5       | Irã                  |
| 6       | Venezuela            |
| 7       | Argentina            |
| 8       | Tunísia              |
| 9       | Egito                |
| 10      | Austrália            |
| 11      | México               |
| 12      | República Dominicana |

| Campeonato Mundial de Voleibol Masculino Sub-23 de 2013 |
| ------------------------------------------------------- |
| Brasil (1º título)                                      |

## Premiações
| - MVP Ricardo Lucarelli - Melhor Levantador Dmitry Kovalev - Melhores Ponteiros Uroš Kovačević Filip Stoilović | - Melhores Centrais Ventsislav Ragin Matheus Alejandro - Melhor Oposto Aleksandar Atanasijević - Melhor Líbero Guilherme Kachel |